# Orvostudományi Értesítő
Orvostudományi Értesítő az EME orvostudományi szakosztályának 1991-ben indított szakközlönye. Előzményei az 1920-25 között megjelent Erdélyi Orvosi Lap, majd az 1934-től indított Orvostudományi Szakosztály Értesítője; ez utóbbi 1948-ban szűnt meg.

## 1990-es évek első fele
Az Orvostudományi Értesítő az elődeit folytatva, 64. kötetével indult 1991-ben; szerkesztését Puskás György szakosztályi elnök, Rácz Gábor és Bérczes Judit szakosztályi titkár jegyezte. Ebben a kötetben az újjászervezett EME orvostudományi szakosztálya által Székelyudvarhelyen megszervezett I. tudományos ülésszak anyagát közölték. A 65. (1992. évi) kötetet Puskás György mellett már Péter H. Mária szerkeszti, s benne az 1992. évi kézdivásárhelyi tudományos ülésszakon elhangzott előadások szerkesztett szövege jelenik meg. Az 1993. évi (III.) nagyváradi tudományos ülésszak anyagát, ugyancsak kettőjük szerkesztésében, a 66. kötet, míg az 1994. évi (IV.) csíkszeredai tudományos ülésszak anyagát a 67. kötet tartalmazza. Ez utóbbi szerkesztését már Pap Zoltán, az orvostudományi szakosztály új elnöke és Benedek István, a szakosztály titkára jegyzik. Az 1995. évi 68. kötet, az OGYI indulásának félévszázados évfordulója alkalmából Marosvásárhelyen rendezett (V.) tudományos ülésszakon elhangzott előadások anyagával Pap Zoltán, Benedek István és Kürti Miklós szerkesztésében jelent meg. Csak ez idő alatt 466 szerző 393 tanulmányát, szakközleményét közölte, jelezve, hogy az EME újraéledt szakosztályai közül ennek sikerült a legátfogóbban megmozgatnia tagjait.

## A szakfolyóirat szerzői
- Benedek István
- Magyari Bertalan
- Sebe Béla
- Sipos Emese
- Szabó Béla
- Székely Melinda Gyöngyi
- Széman Péter
- Szerémy Bródy Margit
- Szilágyi Tibor
- Szöllősi Árpád
- Török Imre
- Varga Erzsébet
- Veress Albert
- Zsakó István